# Pogo saltarín

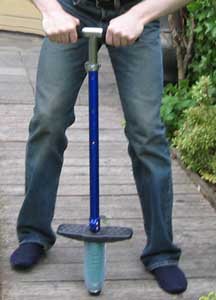
un pogo saltarín en uso

El pogo saltarín o palo saltarín es un dispositivo para saltar en una posición de pie con ayuda de un resorte. Se utiliza para ejercicio o como un juguete. Se compone de un bastón con una asa para sujetarse por arriba y almohadillas para poner los pies en este. El resorte se sujeta a las dos secciones del bastón, que se extiende por debajo de las almohadillas de las patas. El usuario coloca los pies sobre las almohadillas mientras se balancea en el poste, luego salta hacia arriba o hacia abajo con un movimiento de flexión de rodillas para sumar o restar energía. Cuando el bastón está en compresión o extensión total, el usuario es elevado por el retroceso del resorte, siendo lanzado varios centímetros en el aire. Este proceso se repite para mantener un rebote periódico.
El pogo saltarín puede ser dirigido por desplazamiento del propio peso desde la línea central del resorte en la dirección horizontal deseada produciendo así locomoción horizontal.

## Popularidad
La popularidad del pogo saltarín ha crecido a lo largo de los años. Se han realizado demostraciones de este, se han celebrado bodas sobre ellos,  concursos de salto y récords mundiales saltando sobre él en numerosas ocasiones.[cita requerida]
Pogo Stick era también el nombre de un dispositivo de la Royal Navy del Reino Unido (RN) y Royal Australian Navy (RAN), los marineros lo usaban para lavar la ropa. El palo tenía una T en forma de mango en la parte superior y un cono (abertura orientada hacia abajo) en la parte inferior. La parte cónica tenía agujeros para permitir que el agua y el aire pasaran a través. El lavado se ponía en un cubo limpio, agua y se añadía detergente. Después, el palo se agitaba arriba y abajo. Aunque no era un trabajo fácil, hacía un buen trabajo en la ropa y la mayoría de los marineros eran jóvenes y se adaptaban a cualquier método. Ellos estaban en uso en la RAN hasta finales de los años 1970.